# Подгорє (Апаче)
Подгорє (словен. Podgorje) — поселення в общині Апаче, Помурський регіон, Словенія. Висота над рівнем моря: 230,7 м.